# خوان سالوادور ریزو
خوان سالوادور ریزو (انگلیسی: Juan Salvador Rizzo؛ زادهٔ ۶ ژوئیهٔ ۱۹۰۶) بازیکن فوتبال اهل آرژانتین است.
از باشگاه‌هایی که در آن بازی کرده‌است می‌توان به باشگاه فوتبال کاتانیا، باشگاه فوتبال اینتر میلان، باشگاه فوتبال لوگانو، باشگاه اتلتیکو ایندپندینته، و باشگاه فوتبال پیزا اشاره کرد.